# Bruce McCandless II
Bruce McCandless II (n. 8 iunie 1937, Boston, Massachusetts, SUA – d. 21 decembrie 2017, Conifer⁠(d), Comitatul Jefferson, Colorado, Colorado, SUA) a fost un ofițer de marină și pilot, inginer electric și pilot la NASA. Acesta a fost comunicatorul de control pentru pășirea pe Lună a lui Neil Armstrong și Buzz Aldrin în misiunea Apollo 11. McCandless a fost fotografiat în 1984 zburând singur cu echipamentul în cosmos, deasupra Pământului, pe o distanță de 90 m depărtare față de nava spațială, Challenger. Fotografia a devenit iconică, inspirând generațiile americane să creadă în puterea nelimitată a potențialului ființei umane.

## Anii de început
Bruce McCandless II s-a născut pe 8 iunie 1937 în Boston, Massachusetts. Tatăl său a fost admiralul în retragere Bruce McCandless I, deținătorul medaliei de onoare a Congresului pentru bătălia navală de la Guadalcanal din 1942, și bunicul său a fost căpitanul Willis W. Bradley, deținătorul medaliei de onoare a Congresului din primul razboi mondial. Bruce a absolvit liceul Woodrow Wilson din Long Beach, California. El a obținut diploma de licență în știință de la Academia Navală a SUA în 1958, (fiind al doilea într-o clasă de 900 de studenți) și două mastere, în inginerie electrică, la Universitatea Stanford în 1965 și în administrarea afacerilor, Universitatea din Houston, în 1987. 

## Academia Navală a SUA
În 1960 Bruce McCandless II a primit training la stațiile aeriene navale din Pensacola, Florida și Kingsville, Texas, urmând să devină pilot marin.  Acesta a zburat cu avionul de luptă supersonic, Douglas F4D-1 Skyray iar timp de doi ani a petrecut timpul în escadrila de luptă 102, zburând cu Skyrays și McDonnell-Douglas F-4B Phantoms.
În 1964 McCandless a servit ca instructor de zbor pentru a 43-a escadrilă de luptă, cu baza la Apollo Soucek Field, Oceana, stația aeriană navală din Virginia.
În perioada sa petrecută ca pilot marin, McCandless a devenit expert, obținând cunoștințe de zbor pentru aproape 12 tipuri de avioane, incluzând elicopter și avion turboreactor.

## Legături externe
- Astronautix biography of Bruce McCandless
- McCandless at Encyclopedia of Science
- Bruce McCandelss famous spacewalk NASA channel on YouTube